# Huracán Earl (2010)
El huracán Earl fue un huracán de larga duración y potente en Cabo Verde que afectó a las islas de Sotavento, Puerto Rico, las Bahamas, la costa este de Estados Unidos y el este de Canadá. Earl, la quinta tormenta con nombre de la temporada, se originó a partir de una onda tropical al oeste de las Islas de Cabo Verde el 25 de agosto de 2010. Con una trayectoria casi al oeste, el sistema alcanzó la intensidad de tormenta tropical a las pocas horas de su génesis. Tras mantener vientos de 80 km/h (50 mph) durante casi dos días, Earl comenzó a fortalecerse a medida que se acercaba a las Antillas Menores. La tormenta se intensificó hasta convertirse en huracán el 29 de agosto y posteriormente en huracán mayor el 30 de agosto al rozar las islas de Sotavento. Se observó un debilitamiento temporal a medida que Earl se desplazaba hacia el noroeste, lo que contribuyó a una cizalladura moderada del viento del suroeste, pero la intensificación se reanudó más tarde el 1 de septiembre. Una vez reorganizado, Earl alcanzó sus vientos máximos de 233 km/h (145 mph). Siguiendo una curva gradual hacia el noreste, el huracán se debilitó lentamente con el descenso de la temperatura superficial del mar; el centro de la tormenta pasó aproximadamente a 137 km (85 mi) al este de Cabo Hatteras, Carolina del Norte, el 3 de septiembre. Acelerando hacia el noreste, el sistema se debilitó brevemente a tormenta tropical antes de recuperar la fuerza de huracán al tocar tierra cerca de Western Head, Nueva Escocia. Tras atravesar la península, el huracán se volvió extratropical y posteriormente fue absorbido por una zona de baja presión más extensa el 6 de septiembre, mientras se encontraba al norte de Terranova.
En las Antillas Menores, la tormenta trajo fuertes vientos que dañaron viviendas y derribaron árboles, letreros y cables eléctricos, lo que provocó cientos de miles de cortes de electricidad. Las fuertes lluvias provocaron inundaciones, anegando calles y dejando agua hasta la cintura en algunas islas. En Antigua y Barbuda, una persona murió electrocutada al intentar restablecer el suministro eléctrico. La región sufrió daños por al menos 40,8 millones de dólares (USD de 2010). A lo largo de la costa este de Estados Unidos, vientos con fuerza de tormenta tropical afectaron partes de Carolina del Norte y Massachusetts; sin embargo, los daños fueron mínimos, totalizando aproximadamente 3,8 millones de dólares en los Outer Banks. Se confirmaron seis muertes en Estados Unidos como resultado de las corrientes de resaca y el mar embravecido: tres en Florida, dos en Nueva Jersey y una en Massachusetts. En Nueva Escocia, Canadá, donde Earl tocó tierra como huracán de categoría 1, una persona se ahogó y cientos de miles de personas se quedaron sin electricidad durante días.

## Historia meteorológica
Earl se formó en un área bien organizada de baja presión y se desplazó hacia el océano Atlántico como una vigorosa onda tropical a principios del 22 de agosto de 2010. Después de alejarse de la costa occidental de África, comenzó a desarrollarse una baja superficie cerca del área de tormentas eléctricas. La baja presión superficial fue capaz de organizar el área de tormentas eléctricas, permitiendo que ocurriera una convección profunda cerca de ella. Debido a la creciente organización de tormentas eléctricas en el área, el Centro Nacional de Huracanes (NHC) indicó el 24 de agosto que el sistema tenía un 90% de posibilidades de convertirse en una depresión tropical en las próximas 48 horas. 18 horas después, el Centro Nacional de Huracanes (NHC) clasificó el sistema como Depresión Tropical Siete alrededor de las 1500 UTC del 25 de agosto, mientras se encontraba a unas 430 millas (690 km) al oeste de las islas más meridionales de Cabo Verde. Seis horas después, alrededor de las 21:00 UTC, se estimaron vientos máximos sostenidos del sistema de 64 km/h (40 mph). Por consiguiente, se declaró que la depresión se había convertido en la quinta tormenta tropical de la temporada y recibió el nombre de Earl.
Se pronostica que Earl se dirigirá hacia el oeste y se fortalecerá gradualmente bajo la influencia de la baja cizalladura del viento y las cálidas temperaturas del océano. Sin embargo, el aire seco atrapado en la circulación de Earl impidió una intensificación adicional, haciendo que la tormenta mantuviera vientos máximos sostenidos de 45 mph (72 km/h) durante 36 horas. El 29 de agosto, la tormenta reanudó su intensificación gradual, aunque la cizalladura del viento aumentó debido a la salida del cercano huracán Danielle. La cizalladura del viento provocó que el centro de circulación de bajo nivel de Earl quedara expuesto, lo que limitó la intensificación de Earl a vientos máximos sostenidos de 60 mph (97 km/h) durante las siguientes 12 horas.A medida que la tormenta se acercaba a las islas de Sotavento, la convección aumentó alrededor de Earl y se formaron características de bandas definidas. Alrededor de las 1230 UTC, Earl se fortaleció y se convirtió en un huracán aproximadamente a 587 km (365 mi) al este de las Islas de Sotavento del norte. La intensificación rápida se produjo a lo largo del día a medida que un ojo de 56 kilómetros de ancho se hizo evidente en las imágenes de radar de Guadalupe.

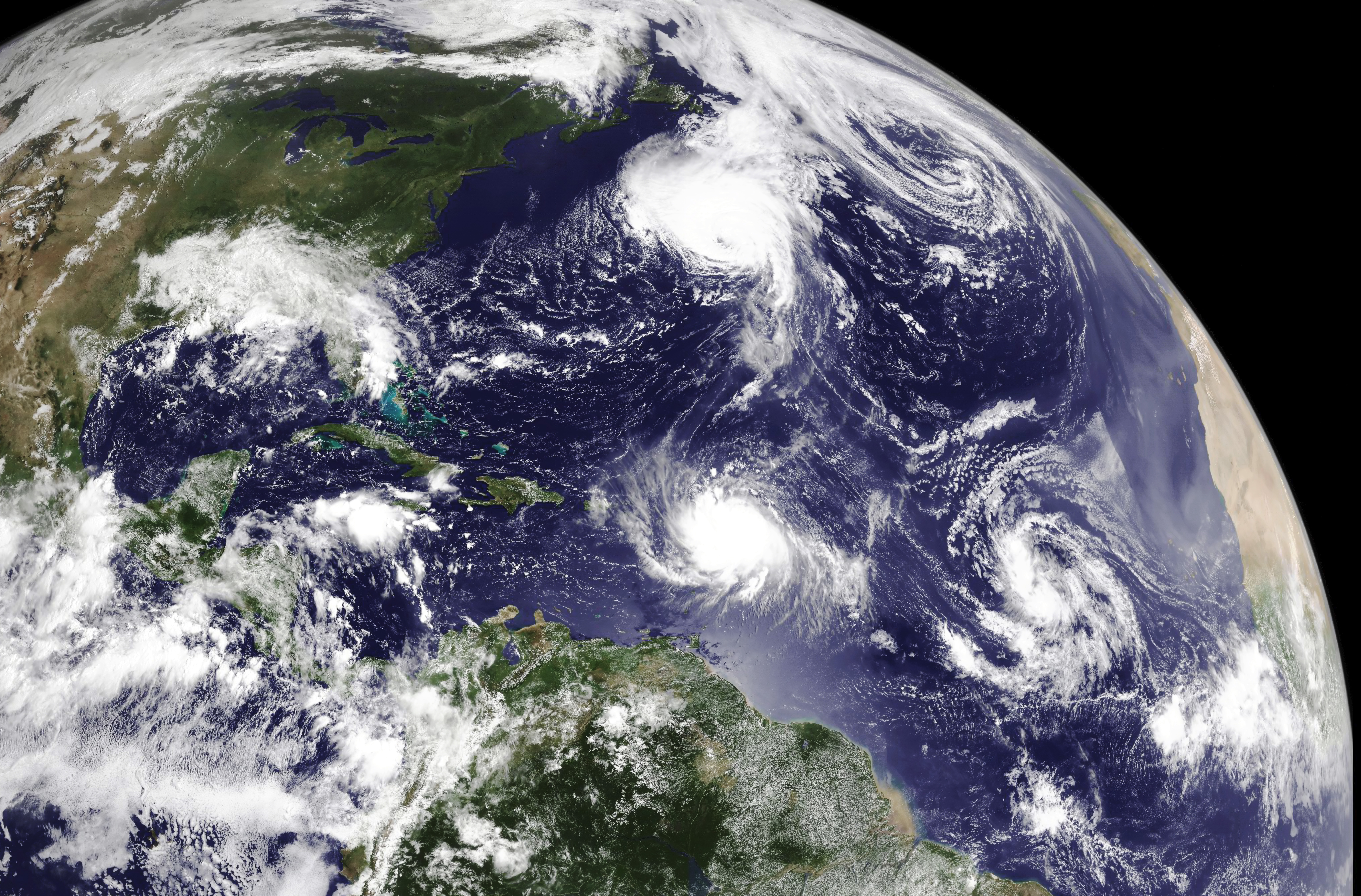
Imagen satelital del océano Atlántico norte del 29 de agosto que muestra los huracanes Danielle (arriba) y Earl (centro), así como dos ondas tropicales que eventualmente se convertirían en las tormentas tropicales Fiona y Gaston (derecha).

Las salidas del huracán Earl mejoraron de manera constante hasta el 30 de agosto y los vientos sostenidos aumentaron a más de 160 km/h (100 mph), convirtiendo a Earl en una tormenta de categoría 2. Alrededor de las 1200 UTC, el centro de Earl pasó aproximadamente a 40 km (25 mi) al estenoreste de St. Martin con vientos sostenidos de 180 km/h (110 mph). Varias horas después, la tormenta se intensificó aún más y se convirtió en un huracán mayor. Esa tarde, Earl se convirtió en un huracán de categoría 4, alcanzando vientos de 217 km/h (135 mph) antes de estabilizarse en intensidad. En ese momento, comenzó a hacerse evidente una trayectoria hacia el noroeste a medida que el sistema se acercaba a la periferia suroeste de una dorsal subtropical sobre el océano Atlántico. A primera hora del 31 de agosto comenzó a tener lugar un ciclo de reemplazo de la pared del ojo, un proceso en el que el ojo de una tormenta se disipa y es reemplazado por uno más grande. A pesar del aumento de la cizalladura del viento, el sistema mantuvo su intensidad hasta el 1 de septiembre, cuando se debilitó brevemente a un sistema de categoría 3. El fortalecimiento gradual se produjo a lo largo del día a medida que el ojo se definía mejor y la convección se intensificaba alrededor del centro. Además, la tormenta comenzó a virar hacia el norte en respuesta a la dorsal sobre el Atlántico y una fuerte vaguada sobre los Grandes Lagos. El huracán Earl alcanzó su máxima intensidad durante la mañana del 2 de septiembre, con vientos de 233 km/h y una presión barométrica de 928 mbar (hPa; 27,40 inHg).
Durante la tarde del 2 de septiembre, Earl finalmente sucumbió a los efectos del aumento de la cizalladura y las temperaturas más frías del agua. Integrado en los vientos del oeste de latitudes medias, se esperaba un giro gradual hacia el noreste al día siguiente, lo que impidió que Earl tocara tierra en la costa este de Estados Unidos. Alrededor de las 0600 UTC de la mañana siguiente, la tormenta realizó su aproximación más cercana a los Estados Unidos, pasando aproximadamente a 85 millas (137 km) al este de Cabo Hatteras, Carolina del Norte, con vientos de 105 mph (169 km/h). Se produjo un mayor debilitamiento a lo largo del día a medida que la convección se debilitó y el ojo se disipó. Esa noche, Earl se degradó a tormenta tropical; sin embargo, la presión central se mantuvo en un nivel inusualmente bajo de 958 mbar (hPa; 28,29 inHg). Al mismo tiempo, la tormenta realizó su aproximación a Massachusetts, pasando aproximadamente a 140 km (90 mi) al sureste de Nantucket. Continuando hacia el noreste, Earl se acercó a las Provincias Marítimas Canadienses, recuperando fuerza ligeramente y recuperando intensidad de huracán a medida que se acercaba a la región. La tormenta tocó tierra en el condado de Queens, cerca de Western Head, Nueva Escocia, alrededor de las 14:00 UTC del 4 de septiembre, como huracán de categoría 1 con vientos sostenidos de 121 km/h (75 mph). Tras cruzar la Isla del Príncipe Eduardo, la tormenta entró en el Golfo de San Lorenzo. Allí, el sistema finalmente se transformó en una tormenta postropical, ya que su campo de vientos se volvió asimétrico y la parte oriental de la circulación se asoció con un sistema frontal. Durante la tarde del 5 de septiembre, los restos de Earl fueron absorbidos por una zona de baja presión de latitud media a unos 330 km (205 mi) al noreste de St. Anthony, Terranova.

### Investigación

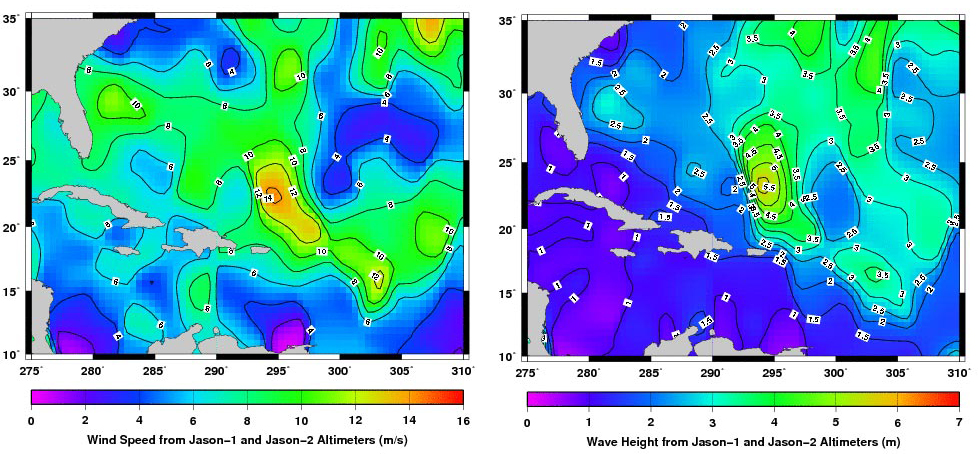
Altura de las olas y velocidad del viento del huracán Earl medidas a partir de una composición de datos de tres días de los satélites Jason-1 y Ocean Surface Topography Mission (OSTM)/Jason-2 de la NASA, del 29 de agosto al 1 de septiembre

Mientras el huracán Earl se desplazaba por la costa este de Estados Unidos, se lanzó un nuevo programa, el Programa de Procesos de Génesis e Intensificación Rápida (GRIP). Un antiguo avión militar, un WB-57, capaz de alcanzar una altitud de 18 000 m (60 000 pies), equipado con 15 instrumentos nuevos, se dirigió hacia la tormenta. Además, se enviaron misiones rutinarias de cazahuracanes a Earl, un DC-8 y el primer uso de un dron de investigación no tripulado. En conjunto, estas misiones convirtieron al huracán Earl en el ciclón tropical más estudiado de la historia, según Tim Miller, científico principal del GRIP. El resultado de la extensa investigación permitió obtener pronósticos sustancialmente mejorados durante la última parte de la existencia de Earl. En comparación con una tormenta similar, el huracán Floyd de 1999, las alertas cubrieron aproximadamente 2,400 km (1,500 mi) menos de costa, lo que ahorró a residentes y empresas aproximadamente 1,000 millones de dólares en pérdidas por evacuación.
En Anegada, un estudio geológico centrado en los depósitos de playa de dos importantes deslaves entre 1650 y 1800 recibió material de investigación adicional debido a la tormenta. Los depósitos dejados por el gran huracán fueron considerablemente menores que los del período estudiado. Esto llevó a los investigadores a determinar que un tsunami fue probablemente la causa, y no un huracán. Esto también permitió confirmar una conexión con el terremoto de Lisboa de 1755.

## Preparativos

### Caribe
El 27 de agosto, Francia emitió un aviso de tormenta tropical para el lado francés de San Martín y San Bartolomé. Al día siguiente, Antigua y Barbuda y las Antillas Neerlandesas emitieron alertas de tormenta tropical para Antigua, Barbuda, Montserrat, San Cristóbal y Nieves y Anguila, y para Sint Maarten, Saba y San Eustaquio. Horas más tarde, la mayoría de las alertas se actualizaron a advertencias de tormenta tropical; también se emitió una alerta de tormenta tropical para las Islas Vírgenes de los Estados Unidos. El 28 de agosto ya se emitieron avisos de huracán para las zonas entre Anguila y Montserrat; se declararon alertas de huracán para las Islas Vírgenes estadounidenses y británicas, así como para Puerto Rico. A medida que Earl se acercaba al noreste del Caribe, las advertencias se extendieron hacia el oeste a través de las Islas Vírgenes.

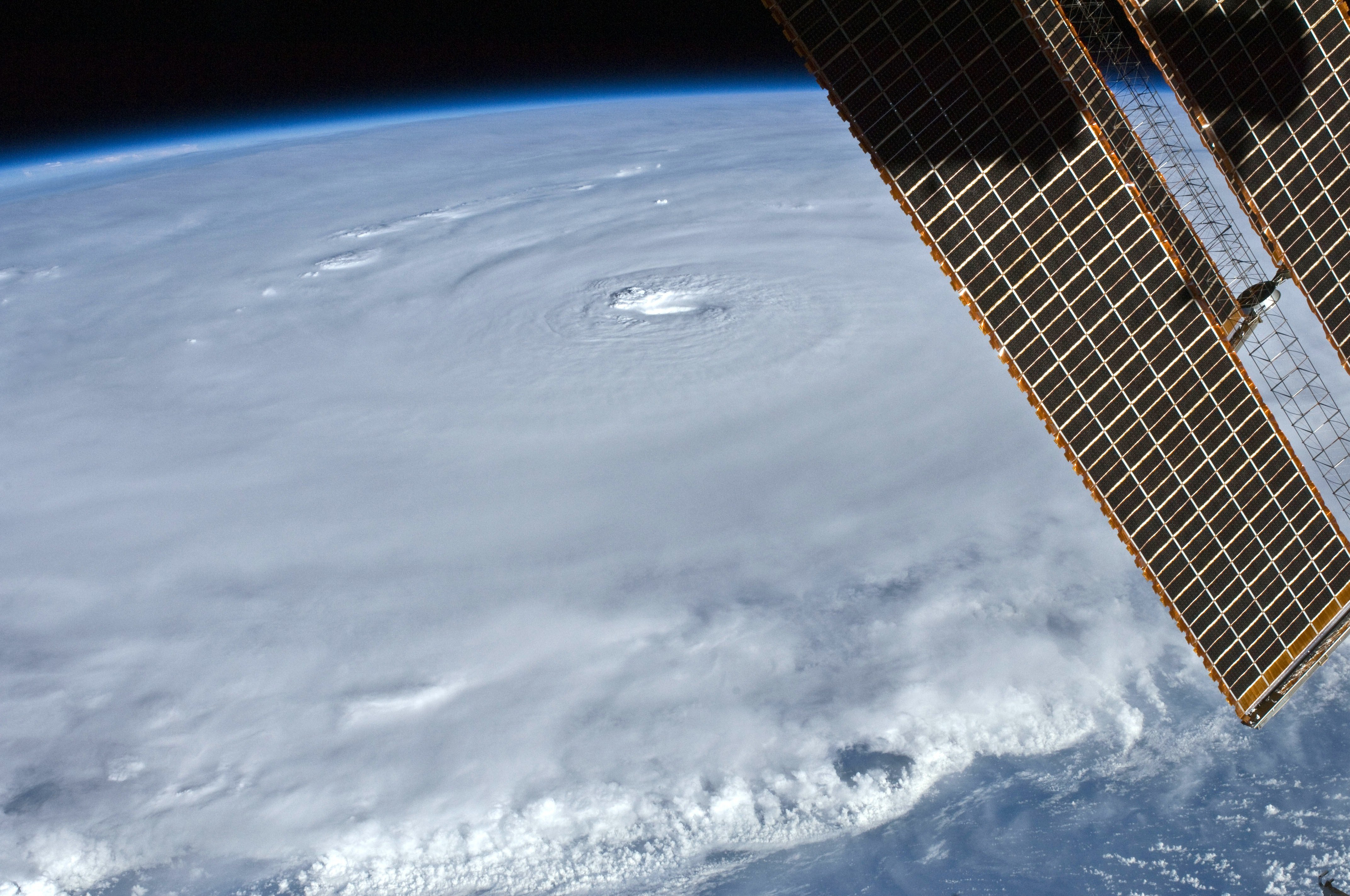
El huracán Earl visto desde la Estación Espacial Internacional el 30 de agosto

En todas las islas de Sotavento, las fuertes lluvias producidas por la tormenta inundaron zonas bajas. Durante la mañana del 30 de agosto, algunas de las advertencias de huracán fueron reemplazadas por advertencias de tormenta tropical; las Islas Turcas y Caicos también fueron colocadas bajo vigilancia de tormenta tropical. Varias horas después, se suspendieron todas las advertencias para Antigua y Barbuda. Esa tarde, se suspendieron todos los avisos de huracán mientras Earl se alejaba de las islas del Caribe. El 31 de agosto se suspendieron las alertas restantes para el Caribe; las Islas Turcas y Caicos también fueron puestas bajo advertencia de tormenta tropical. A primera hora del 1 de septiembre, el Gobierno de las Bahamas suspendió todos los avisos en relación con el huracán Earl.
A partir del 28 de agosto, los gobiernos locales pusieron a las agencias de emergencia en alerta ante posibles daños causados por el huracán Earl. Se emitieron comunicados de prensa al público para dar tiempo suficiente a los preparativos. Al día siguiente, se abrieron refugios de emergencia en Anguila, Antigua, Barbuda, Montserrat, San Cristóbal y Nieves y las Islas Vírgenes. En San Cristóbal y Nieves, los Aeropuertos Internacionales Robert L. Bradshaw y Vance W. Amory fueron cerrados y su reapertura estaba prevista para el día siguiente. Todos los servicios de emergencia se pusieron en alerta en Anguila, Antigua y Barbuda. Antes de la llegada de Earl a las Islas de Sotavento, el Transporte Aéreo de las Islas de Sotavento canceló 42 vuelos con origen y destino en la región. El Aeropuerto Internacional V. C. Bird de Antigua cerró el 29 de agosto y reabrirá tras el paso de la tormenta. Aunque no estaba en la trayectoria directa del huracán Earl, las autoridades de la República Dominicana impulsaron evacuaciones de ciudades costeras y cancelaron vuelos en todo el país.

### Estados Unidos
A medida que el huracán Earl se alejaba del Caribe oriental el 31 de agosto, el Centro Nacional de Huracanes (CNH) comenzó a emitir alertas de tormenta para la costa este de Estados Unidos. Ese mismo día, se emitió una alerta de huracán para zonas de Carolina del Norte entre Surf City y la frontera con Virginia. También se emitió una alerta de tormenta tropical al sur de esta zona, hasta Cape Fear. Al día siguiente, se emitió una advertencia de huracán para partes de la costa de Carolina del Norte entre Bogue Banks y la frontera con Virginia y la vigilancia de huracán se extendió hacia el norte hasta Cape Henlopen, Delaware. A lo largo del día se emitieron más alertas y avisos que cubrían una región cada vez más grande de la costa. Para el 2 de septiembre, estas alertas abarcaban gran parte de la costa este, desde Bogue Banks, Carolina del Norte, hasta la frontera entre Estados Unidos y Canadá en el norte de Maine. Según el Centro Nacional de Huracanes (NHC), Earl fue el primer huracán mayor que amenazó a Nueva Inglaterra desde el huracán Bob en 1991. En ese momento, Cape Cod, Massachusetts, recibió una alerta de huracán y la misma permaneció vigente hasta que Earl fue degradado a tormenta tropical al día siguiente. Las alertas disminuyeron gradualmente a medida que la tormenta se alejaba de Estados Unidos. La última alerta en el norte de Maine permaneció vigente hasta la mañana del 4 de septiembre, cuando Earl se aproximaba a tierra en Nueva Escocia.
El 30 de agosto, los funcionarios de emergencia en Massachusetts comenzaron a elaborar planes de emergencia en etapa inicial, garantizando que todas las comunidades tuvieran refugios, generadores, bolsas de arena y otros materiales de prevención de desastres. Las autoridades de Nueva York y Nueva Jersey también respondieron a la amenaza de Earl. Se prepararon planes de evacuación para Long Island y la ciudad de Nueva York; los funcionarios de emergencia de Nueva Jersey también analizaron la posibilidad de evacuar a los residentes de las zonas bajas de la costa. Tras sufrir una víctima mortal a causa del lejano huracán Danielle a principios de agosto, las autoridades de Maryland se tomaron en serio la amenaza de Earl. Se estima que 250.000 personas viajarían a la región durante el fin de semana del Día del Trabajo, lo que aumenta el riesgo de muerte por las corrientes de resaca. Las conferencias telefónicas diarias entre funcionarios estatales también comenzaron el 30 de agosto. En los condados de Suffolk y Nassau, en Long Island, los funcionarios de emergencia se prepararon para vientos superiores a 64 km/h (40 mph) y advirtieron que era posible realizar evacuaciones. El ferrocarril de Long Island suspendió el servicio a los Hamptons antes de la tormenta.
Craig Fugate, administrador de la Agencia Federal de Gestión de Emergencias, advirtió que la aproximación de Earl justificaba un recordatorio para actualizar los planes de evacuación en la costa este de Estados Unidos, señalando: "No se necesitaría mucho para que la tormenta tocara tierra en algún lugar de la costa. El mensaje es que todos presten atención".
El 31 de agosto, comenzaron las evacuaciones obligatorias en la isla Ocracoke de Carolina del Norte. "No recuerdo la última vez que hubo una orden de evacuación obligatoria para la isla", declaró el comisionado Kenneth Collier del condado de Hyde. También se emitieron evacuaciones obligatorias para la isla Hatteras el 1 de septiembre, con un total de 30.000 residentes y visitantes afectados. El 1 de septiembre, los gobernadores de Maryland, Carolina del Norte y Virginia emitieron declaraciones de estado de emergencia. Se ordenó a la Estación Naval de Norfolk estar lista para partir del puerto en 24 horas si fuera necesario. Al día siguiente, el gobernador Deval Patrick declaró el estado de emergencia en Massachusetts. NSTAR desplegó equipos desde Míchigan hasta Cape Cod. El ferry a Nantucket suspendió su servicio el viernes por la mañana. Chatham, Massachusetts, estaba bajo una orden de evacuación voluntaria. Varios distritos escolares de Rhode Island dieron salida a los alumnos de las clases temprano el 3 de septiembre, al igual que los distritos escolares de Bristol-Warren y Cumberland, que cerraron sus escuelas en previsión del huracán Earl.

### Canadá
El 2 de septiembre, el Centro de Huracanes de Canadá emitió un aviso de huracán para áreas en Nueva Escocia entre Medway Harbour y Digby, así como un aviso de tormenta tropical desde los límites del aviso de huracán hasta Ecum Secum y Fort Lawrence. Más tarde ese día, la alerta de tormenta tropical se amplió hacia el norte hasta Point Tupper y se emitió una nueva para la Isla del Príncipe Eduardo y partes del este de Nuevo Brunswick. A primera hora del 3 de septiembre se emitió una alerta de tormenta tropical para las zonas entre Lismore y Ecum Secum, así como para la Isla del Príncipe Eduardo. Al día siguiente, la alerta de huracán en Nueva Escocia se trasladó para incluir áreas entre Ecum Secum y Point Tupper y se suspendió la alerta de tormenta tropical en Nuevo Brunswick. Más tarde, el 4 de septiembre, gran parte de Nueva Escocia estaba bajo advertencia de tormenta tropical. Estas advertencias se interrumpieron posteriormente cuando Earl avanzó hacia el norte a través del Atlántico canadiense; sin embargo, se emitió una nueva advertencia de tormenta tropical para partes de Terranova entre Burgeo y Boat Harbour. Después de que la tormenta se convirtió en un ciclón extratropical, se suspendieron todas las advertencias en Canadá.
Se predijo que Earl tenía un 80% de posibilidades de afectar Nueva Escocia (60% de posibilidades de convertirse en huracán) desde finales de agosto. Esto permitió que los preparativos de emergencia comenzaran casi una semana antes de que Earl tocara tierra. El 2 de septiembre, la Cruz Roja puso a más de 900 voluntarios en alerta. Dado que se anticipaba que la llegada a tierra ocurriría durante la marea muerta baja y la marejada ciclónica sería mínima, no se emitieron órdenes de evacuación obligatoria, aunque algunos puertos deportivos exigieron el traslado de las embarcaciones a amarres más seguros. El Departamento de Turismo, Cultura y Patrimonio advirtió a los turistas de la zona sobre el probable impacto de la tormenta. Prácticamente todos los residentes permanentes se quedaron y se prepararon para estar sin electricidad durante un par de días. Aunque se cancelaron los transbordadores en la zona, el Puente de la Confederación, que une Nuevo Brunswick con la Isla del Príncipe Eduardo, no se cerró. Sin embargo, se prohibió el cruce a vehículos de laterales altos y motocicletas durante seis horas en el punto álgido de la tormenta.

## Impactos
| Impacto del huracán Earl |                    |                   |                 |
| País                     | Estado/región      | Víctimas mortales | Daños (in USD)  |
| Antigua y Barbuda        |                    | 1                 | $12,6 millones  |
| Canadá                   |                    | 1                 | Desconocido     |
| Reino Unido              | Anguila            | Ninguno           | $4,3 millones   |
| Reino Unido              | Islas Vírgenes     | Ninguno           | $7,3 millones   |
| Reino Unido              | Montserrat         | Ninguno           | $3,7 millones   |
| San Cristóbal y Nieves   |                    | Ninguno           | Desconocido     |
| Estados Unidos           | Florida            | 3                 | Mínima          |
| Estados Unidos           | Georgia            | Ninguno           | $8000           |
| Estados Unidos           | Massachusetts      | 1                 | $20 000         |
| Estados Unidos           | Carolina del Norte | Ninguno           | $3.88 million   |
| Estados Unidos           | Nueva Jersey       | 2                 | Mínima          |
| Estados Unidos           | Nueva York         | Ninguno           | Desconocido     |
| Estados Unidos           | Carolina del Sur   | Ninguno           | $14 000         |
| Estados Unidos           | Islas Vírgenes     | Ninguno           | $13,2 millones  |
| Total                    |                    | 8                 | $44,98 millones |

### Caribe

#### Antigua y Barbuda

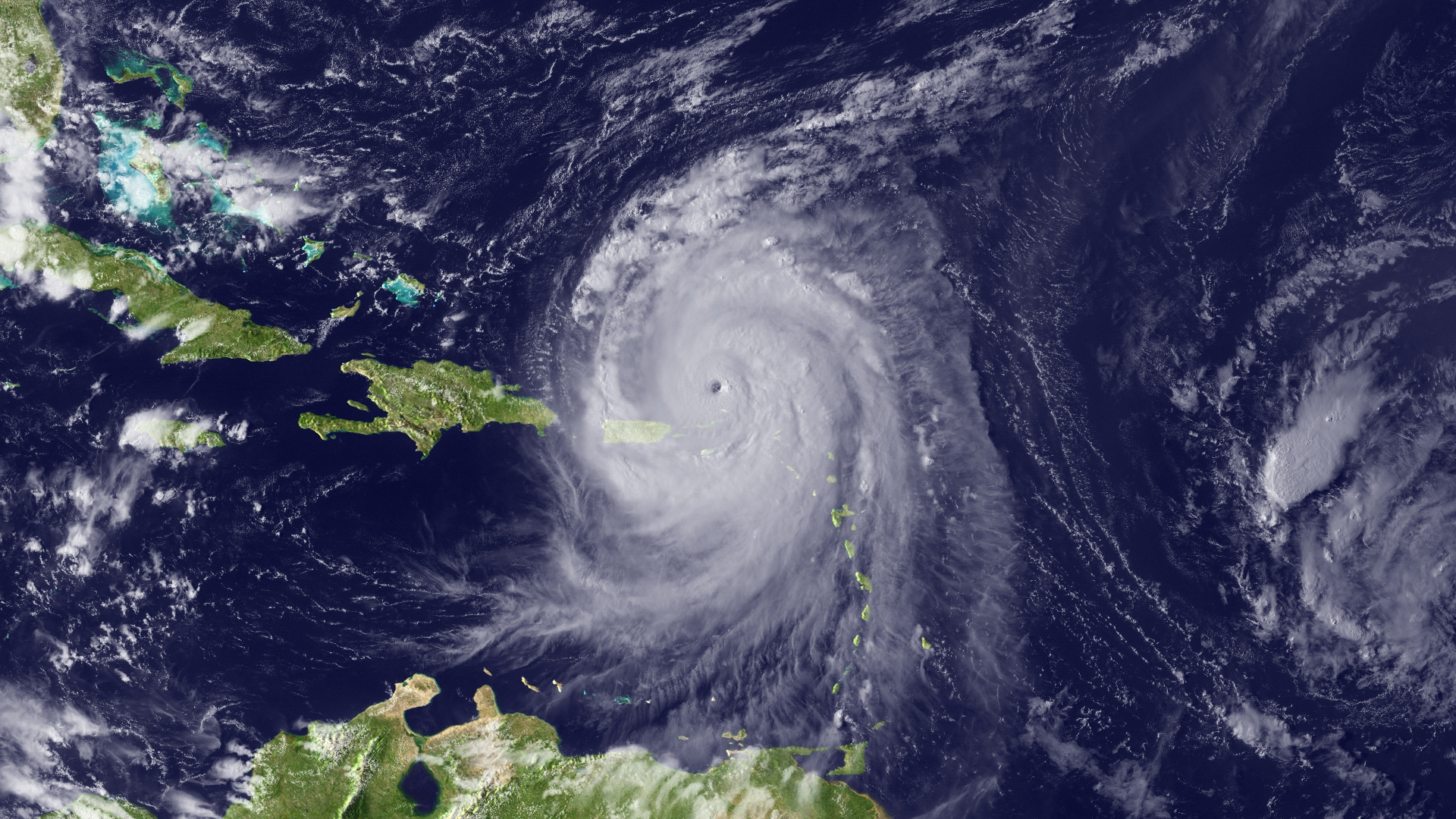
El huracán Earl se aleja de las Islas de Sotavento el 30 de agosto

Según las autoridades de Antigua y Barbuda, toda la isla de Antigua se quedó sin electricidad debido al huracán Earl. Los fuertes vientos derribaron numerosos árboles y letreros, además de dañar viviendas. Al menos una vivienda quedó destruida en la isla, lo que obligó a la evacuación de ocho personas. Se estima que cayeron 180 mm (7 pulgadas) de lluvia en el país, lo que provocó inundaciones generalizadas. En Bolans Village, siete personas tuvieron que ser rescatadas tras encontrarse con el agua hasta la cintura. Tras el paso de Earl, Philmore Mullin, director de la Oficina Nacional de Servicios para Desastres, expresó su preocupación por la falta de medidas tomadas por los residentes antes de la llegada del huracán. La gobernadora general, Dame Louise Lake-Tack, declaró un feriado nacional para el 30 de agosto para facilitar la limpieza. Las autoridades sanitarias aconsejaron a los residentes que hirvieran el agua para evitar enfermedades transmitidas por el agua hasta nuevo aviso. Una persona murió en relación con la tormenta después de electrocutarse mientras intentaba restablecer la energía.
En toda Antigua y Barbuda, las pérdidas causadas por el huracán ascendieron a 34 millones de dólares del Caribe Oriental (12,6 millones de dólares de los EE. UU.). Tras el paso de Earl, la Federación Internacional de Sociedades de la Cruz Roja y de la Media Luna Roja asignó aproximadamente 50.000 dólares estadounidenses en fondos de ayuda al país. A los pocos días del paso de la tormenta, se puso en marcha una operación de recuperación de tres meses, centrada en proporcionar refugio y sustento a las 1.000 familias desplazadas por Earl. Además, se requirió asistencia económica debido a las importantes pérdidas de cosechas, especialmente para las familias que dependen de la agricultura.

#### Guadalupe y las islas francesas
Los vientos más fuertes registrados durante el paso de Earl en Guadalupe fueron en la isla de La Désirade, donde ráfagas sostenidas alcanzaron 73 mph (117 km/h), apenas por debajo de los vientos con fuerza de huracán, mientras que en las islas francesas del norte de San Bartolomé se registraron 90 mph (140 km/h) en Saint Jean y 105 mph (169 km/h) en Gustavia cuando la presión mínima cayó a 989 mb. En San Martín, las ráfagas más fuertes alcanzaron los 134 km/h (83 mph) en el lado francés, mientras que la presión mínima registrada fue de 983,3 mb en Grand Case, con una precipitación total de 98,0 mm. En las islas de San Martín, San Bartolomé y Guadalupe, 7.500 personas se quedaron sin electricidad. En Sint Maarten, la ráfaga más alta observada fue de 88 mph (142 km/h). Los daños fueron moderados: árboles y cables eléctricos fueron derribados en toda la isla, dejando a la mayoría de los residentes sin electricidad. Algunas casas de la isla también sufrieron daños en los techos.

#### San Cristóbal y Nieves
Fuertes vientos y lluvias torrenciales, que alcanzaron los 97 mm, azotaron San Cristóbal y Nieves; dos barcos de la guardia costera encallaron en las islas. Varias calles también quedaron inundadas en toda la zona. Los cortes de electricidad generalizados afectaron a muchos residentes de la isla, algunos de los cuales permanecieron sin electricidad durante 24 horas.

#### Islas Británicas de Sotavento
En Dominica, tres terremotos menores, uno de ellos de 2,7 grados en la escala de Richter, golpearon la isla durante el paso de Earl. En Montserrat, se produjeron daños moderados a causa de Earl. Las lluvias torrenciales, que alcanzaron los 300 mm (12 pulgadas), provocaron varios deslizamientos de tierra e inundaciones. No se produjeron daños estructurales; sin embargo, se vieron afectadas carreteras, árboles y líneas eléctricas. Las evaluaciones iniciales realizadas por los funcionarios indicaron que las pérdidas alcanzaron los 10 millones de dólares del Caribe Oriental (3,7 millones de dólares de los EE. UU.).
En los territorios británicos de Anguila y las Islas Vírgenes Británicas, se perdió el suministro de energía y agua en todo el Territorio; varios barcos en Tórtola encallaron. En Anguila, la ráfaga de viento más fuerte alcanzó los 142 km/h (88 mph). Tres viviendas quedaron destruidas y otras 25 sufrieron daños a causa de la tormenta. En todas las Islas Vírgenes Británicas, las pérdidas ascendieron a 7 millones de dólares. Los hoteles de toda la zona sufrieron grandes pérdidas; tres de ellos sufrieron daños por 300.000 dólares. A raíz del desastre de Earl, el Fondo de Seguro contra Riesgos de Catástrofe del Caribe proporcionó a Anguila 4,3 millones de dólares para operaciones de limpieza y reparación.

#### Islas Vírgenes de los Estados Unidos
En las Islas Vírgenes de los Estados Unidos, fuertes vientos con ráfagas de hasta 111 km/h (69 mph) y lluvias torrenciales,  con un máximo de 77 mm (3,02 pulgadas) en Santo Tomás, causaron daños significativos en carreteras y líneas eléctricas. Muchos residentes de las islas se quedaron sin electricidad hasta una semana como consecuencia de la tormenta. Tras una evaluación de los daños, las pérdidas totales se estimaron en 2,5 millones de dólares, lo que permitió al gobernador de las Islas Vírgenes de EE. UU. solicitar una declaración de desastre mayor al gobierno de Estados Unidos. Esta solicitud fue aprobada posteriormente por el presidente Barack Obama a finales de septiembre. Además de los daños a la infraestructura, se produjeron graves pérdidas en el sector empresarial. Como consecuencia del paso de Earl por la región, casi 22.000 turistas cancelaron sus planes, lo que se tradujo en una pérdida de ingresos de 10,7 millones de dólares. En marzo de 2011, la Agencia Federal para el Manejo de Emergencias (FEMA) otorgó $555,219 en fondos de asistencia pública para cubrir los costos de Earl en las Islas Vírgenes.

#### Puerto Rico
Fuertes lluvias también comenzaron a afectar a Puerto Rico durante la tarde del 30 de agosto a medida que el huracán Earl se acercaba a la isla. En toda la isla, cayó un máximo de 132 mm de lluvia cerca de Naguabo. En San Juan, cayeron 3,57 pulgadas (91 mm) de lluvia durante el paso de Earl. Decenas de carreteras quedaron cerradas en toda la isla debido a las inundaciones y la caída de cables eléctricos. En el punto álgido de la tormenta, aproximadamente 187.000 viviendas se quedaron sin electricidad y otras 60.000 sin agua. Un deslizamiento de tierra provocado por las fuertes lluvias cubrió un tramo de la carretera 191 de Puerto Rico, cerrando temporalmente la vía.

### Estados Unidos
En Estados Unidos, los daños causados por el huracán Earl fueron, en general, menores. Los analistas de seguros para catástrofes estimaron que las pérdidas causadas por la tormenta no superarían los 100 millones de dólares en el país. Según el sistema de datos de adquisiciones federales, FEMA otorgó aproximadamente US$300.000 en fondos de ayuda en todo Estados Unidos.

#### Sudeste

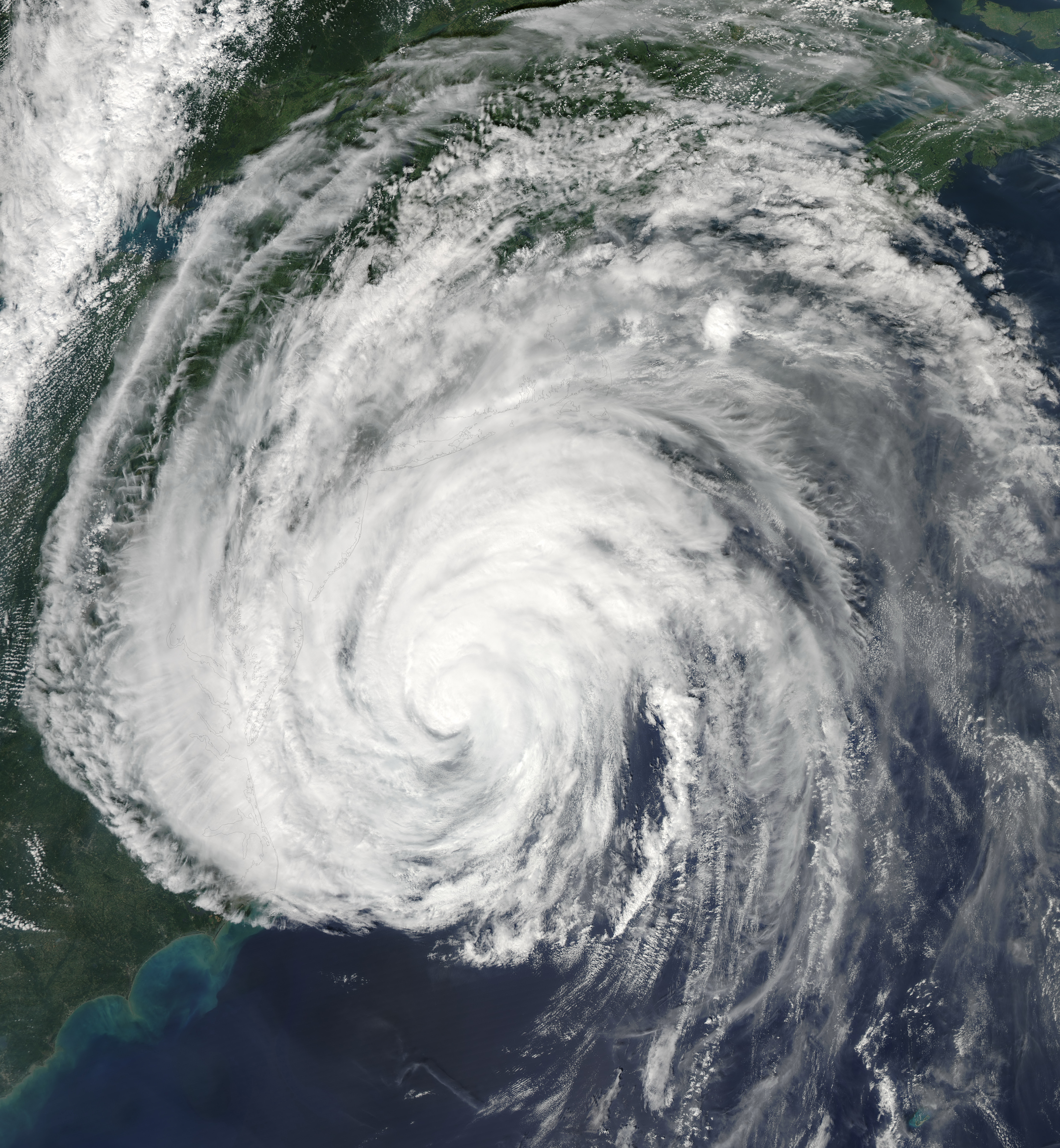
El huracán Earl se acerca a la costa del Atlántico Medio.

Frente a la costa de Florida, cerca de las Bahamas, una persona desapareció y se cree que se ahogó después de encontrarse con olas de 30 metros (98 pies) producidas por Earl. Cerca de Jupiter Inlet, un hombre se cayó de su barco durante el mar embravecido. Los socorristas lo encontraron inconsciente y lo trasladaron a un hospital cercano, donde falleció el 7 de septiembre. El 4 de septiembre, una tercera persona murió en el condado de Volusia después de quedar atrapada en una corriente de resaca; los socorristas del condado realizaron más de 200 rescates durante el día. Las marejadas persistentes de entre 2,1 y 3,0 m (7 y 10 pies) en la isla Tybee, Georgia, provocaron una grave erosión de las playas. En algunos lugares se perdieron hasta 6,1 m (20 pies) de playa, con pérdidas de 8.000 dólares. El 4 de septiembre, las corrientes de resaca producidas por Earl resultaron en el rescate de 20 a 30 personas en la isla. En algunas zonas del condado de Charleston, Carolina del Sur, las playas locales perdieron hasta 12 metros de arena debido a Earl. En alta mar, un marinero perdió el control de su embarcación en medio del oleaje embravecido y se estrelló contra un muelle, destrozándola. Las pérdidas en el estado ascendieron a 14.000 dólares.

#### Carolina del Norte
Aunque el centro del huracán Earl pasó aproximadamente a 160 kilómetros de la costa de Carolina del Norte, su gran tamaño provocó vientos casi huracanados y una marejada ciclónica significativa. Fuertes lluvias acompañaron la tormenta, alcanzando un máximo de 115 mm (4,52 pulgadas) en Cabo Hatteras. Los vientos más fuertes se registraron en Cabo Hatteras con 67 mph (108 km/h) y las ráfagas alcanzaron 83 mph (134 km/h); sin embargo, hubo pocos informes de daños en relación con los vientos. Una marejada ciclónica de 1,4 m (4,7 pies) llegó a la costa de la isla Hatteras, inundando áreas cercanas. Se produjeron inundaciones menores en varias carreteras, incluida la Carretera 12 de Carolina del Norte, que quedó cerrada en la isla Hatteras. Un muelle en Atlantic Beach también resultó dañado por el oleaje agitado. Numerosas viviendas a lo largo de la costa se inundaron por la crecida de las aguas, que alcanzó en algunos puntos hasta 0,91 m (3 pies). Se estima que 6.600 viviendas se quedaron sin electricidad debido al huracán Earl. Se midieron olas cerca de la costa de entre 25 y 36 pies (7,6 y 11,0 m), lo que probablemente provocó erosión de la playa. En Manteo, una gasolinera perdió su cubierta y algunas casas perdieron las tejas del techo debido a los fuertes vientos. Los daños en el condado de Dare ascendieron a más de 500.000 dólares (dólares estadounidenses de 2010), con 79 casas del condado sufriendo daños menores y otras seis sufriendo daños importantes, principalmente debido a la marejada ciclónica. En el vecino condado de Hyde, los fuertes vientos causaron daños a los cultivos por valor de alrededor de 2 millones de dólares. Varias viviendas también resultaron dañadas por la caída de árboles en las zonas de Fairfield y Swan Quarter. En todo el estado, los daños causados por Earl ascendieron a 3,88 millones de dólares, principalmente por pérdidas sufridas en parques nacionales y la agricultura. Casi dos semanas después del paso de Earl, el Departamento de Transporte de Carolina del Norte comenzó a recoger los escombros que quedaron a lo largo de las carreteras tras la tormenta.

#### Atlántico Medio

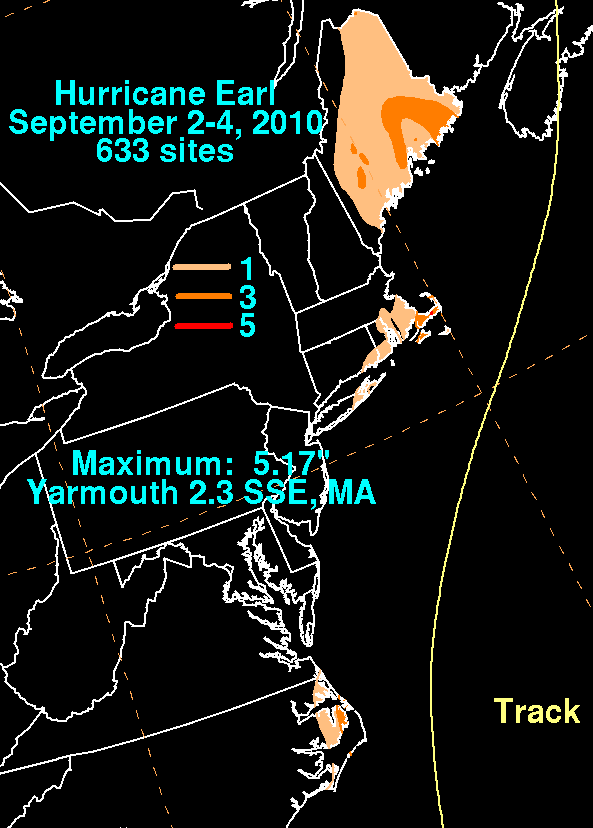
Precipitaciones del huracán Earl en la costa este de Estados Unidos

Tras rozar Carolina del Norte, el huracán Earl trajo lluvias moderadas y ráfagas de viento a partes de Virginia. Aunque el centro de la tormenta se mantuvo a más de 160 km (100 mi) de la costa, las ráfagas de viento alcanzaron los 72 km/h (45 mph) en el estado. A lo largo de la costa, el fuerte oleaje provocado por la tormenta provocó cierta erosión en las playas; sin embargo, no se reportaron daños. En todo Delaware, la amenaza del huracán Earl redujo el turismo durante el fin de semana del Día del Trabajo. Muchos hoteles del estado alcanzaron una ocupación del 40-60%, significativamente menor de lo previsto inicialmente. A lo largo de la costa, olas de hasta 1,83 m (6,02 pies) provocaron inundaciones de marea menores, aunque no se produjeron daños. Frente a la costa de Nueva Jersey, dos personas murieron tras ser arrastradas al mar por las corrientes de resaca. Los cuerpos de ambas víctimas fueron encontrados después de que llegaran a la costa días después del paso de Earl.<ref>Staff Writer (5 de septiembre de 2010). «Body of Missing Swimmer Recovered». Fox News. Archivado desde el original el 12 de agosto de 2017. Consultado el 9 de septiembre de 2010.</ref> Las bandas exteriores de Earl trajeron vientos racheados y precipitaciones mínimas, que alcanzaron un máximo de 0,22 pulgadas (5,6 mm) en Chatsworth. Se informó de cierta erosión de la playa a lo largo de la costa, siendo la más grave en Atlantic City. En el Garden Pier de la ciudad, el Museo Histórico y el Centro de Artes de Atlantic City cerraron por tiempo indefinido luego de que las olas dañaran las líneas eléctricas y las tuberías. Después de casi dos semanas de cierre de las playas, finalmente se permitió a los bañistas ingresar al agua el 5 de septiembre en todo Nueva Jersey.
En Long Island, Nueva York, el fuerte oleaje provocado por Earl inundó gran parte del Parque Estatal Jones Beach, lo que obligó a las autoridades a cerrar la zona durante varios días. Para el 6 de septiembre, las aguas de la inundación arrastradas a tierra por la tormenta aún permanecían en la zona a pesar de los continuos esfuerzos por drenar el agua. También se produjo una erosión moderada de la playa en el Robert Moses State Park. Impactos similares se sintieron en los Hamptons, ya que muchas carreteras fueron cerradas temporalmente debido a las inundaciones. Las precipitaciones provocadas por la tormenta alcanzaron un máximo de 2,11 pulgadas (54 mm) justo en las afueras de Jamesport. Tras la ausencia de daños causados por la tormenta, la Autoridad de Energía de Long Island fue criticada por un gasto excesivo en equipos de emergencia. Se estima que se gastaron 30 millones de dólares para contratar a 1600 tripulantes adicionales para afrontar posibles cortes de electricidad, a pesar de que los pronósticos indicaban que Earl no llegaría al estado. Debido al exceso de financiación, los residentes de Nueva York se enfrentaron a un aumento en las tarifas eléctricas. Además, el senador neoyorquino Charles Fuschillo solicitó una auditoría de la autoridad de energía. Más tarde se determinó que LIPA se había "adelantado" a la situación y había solicitado ayuda sin necesidad. En su defensa, la agencia afirmó que "más vale prevenir que curar", refiriéndose al corte de electricidad que siguió al huracán Gloria en 1985, que afectó partes de Long Island durante más de una semana.

#### Nueva Inglaterra

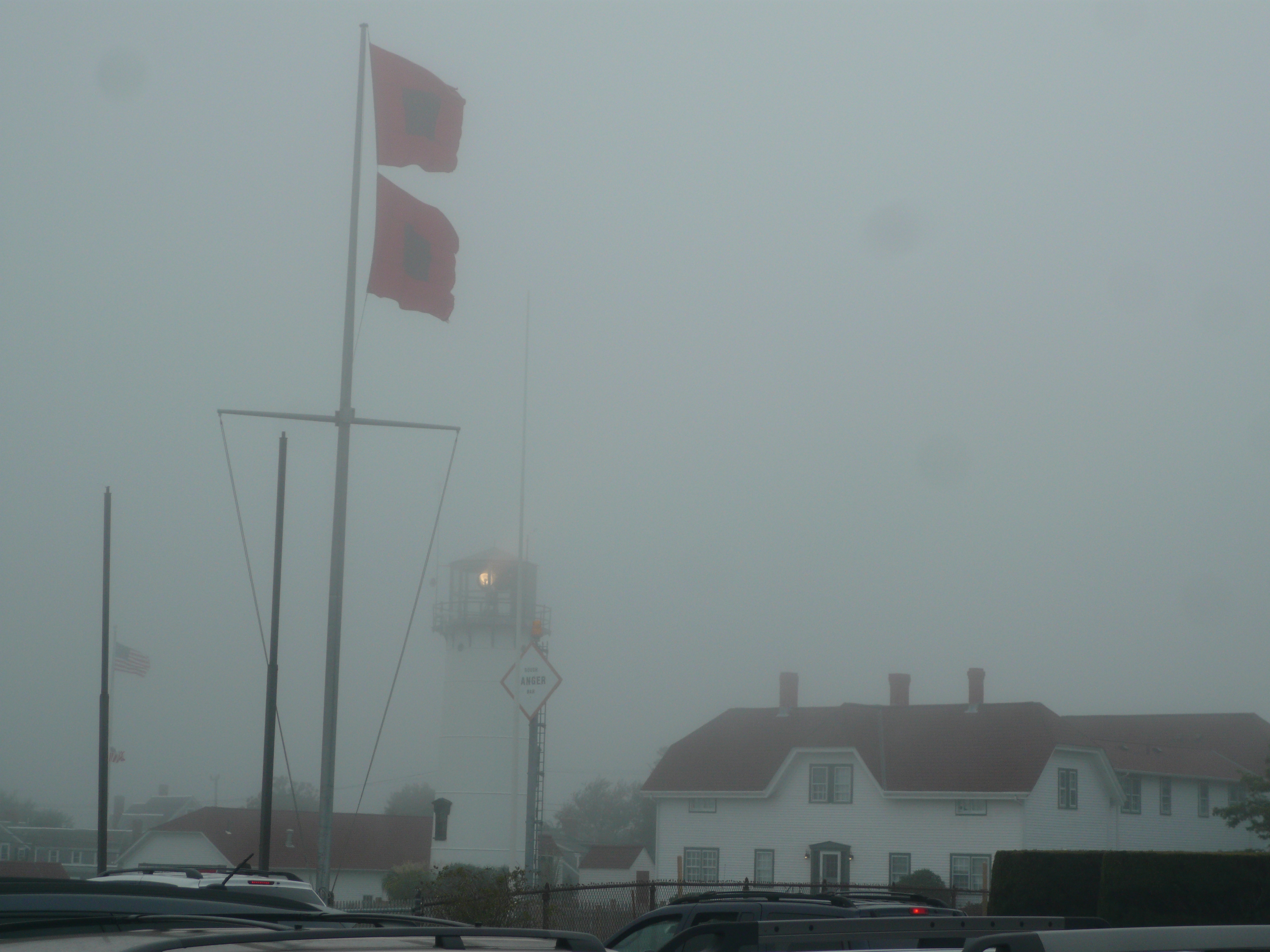
Faro de Chatham, Massachusetts a principios del 3 de septiembre

El 31 de agosto, varios días antes del paso de Earl, el mar agitado producido por la tormenta mató a un hombre en Massachusetts después de que fuera arrojado de las rocas y arrastrado mar adentro. A última hora del 3 de septiembre, una tormenta tropical debilitada Earl azotó Nueva Inglaterra, y su centro pasó aproximadamente a 140 km al sursureste de Nantucket, Massachusetts. Durante el punto álgido de la tormenta, fuertes lluvias y vientos de hasta 93 km/h azotaron la costa. En Yarmouth, cayeron un total de 5,17 pulgadas (131 mm) de lluvia durante la tormenta, la cantidad más alta en el estado. En todo el estado, aproximadamente 1.800 residencias, de las cuales aproximadamente 600 estaban en Cape Cod, se quedaron sin electricidad debido a árboles y cables eléctricos caídos. En los puertos locales, la mayoría de los barcos no se vieron afectados por la tormenta; sin embargo, uno volcó. Las pérdidas más significativas se registraron en las empresas que perdieron sus ingresos durante el fin de semana del Día del Trabajo. Varios hoteles estimaron que perdieron el 10% de sus ingresos, lo que equivale a cientos de miles de dólares. Un hotel en Yarmouth informó una disminución del 80% en la asistencia a pesar de un recorte de precios de $130 a $85. Por otro lado, las tiendas de suministros vieron mejoradas sus ventas, experimentando un incremento del 20% en sus ingresos. Debido a la falta de daños mayores por la tormenta, la mayoría de los negocios reabrieron el 4 de septiembre y los turistas reanudaron sus planes de fin de semana. En todo el estado, Earl dejó $20 000 en daños.
En algunas partes de Rhode Island, las inundaciones costeras inundaron carreteras bajas, dejando atrás desechos oceánicos. Más al norte, en Maine, los efectos de Earl se limitaron a un aumento del oleaje a lo largo de la costa y lluvias moderadas. Varias áreas en todo el estado midieron más de 2 pulgadas (51 mm) de lluvia, siendo el total más alto medido en 4,28 pulgadas (109 mm) en Machias. Los vientos en el estado alcanzaron un máximo de entre 35 y 40 mph (56 y 64 km/h), aunque no se produjeron daños por el viento. Antes de la llegada de Earl, una sequía dejó varios arroyos y riachuelos prácticamente vacíos; sin embargo, las lluvias de la tormenta aliviaron la sequía. Solo una carretera se inundó a causa de las lluvias. Según funcionarios de transporte del estado, el tráfico en dirección norte y sur a lo largo de la autopista de peaje de Maine disminuyó un 19% y un 2,7% respectivamente, lo que indica que muchos turistas que se esperaba que viajaran a la región cambiaron sus planes.

### Canadá

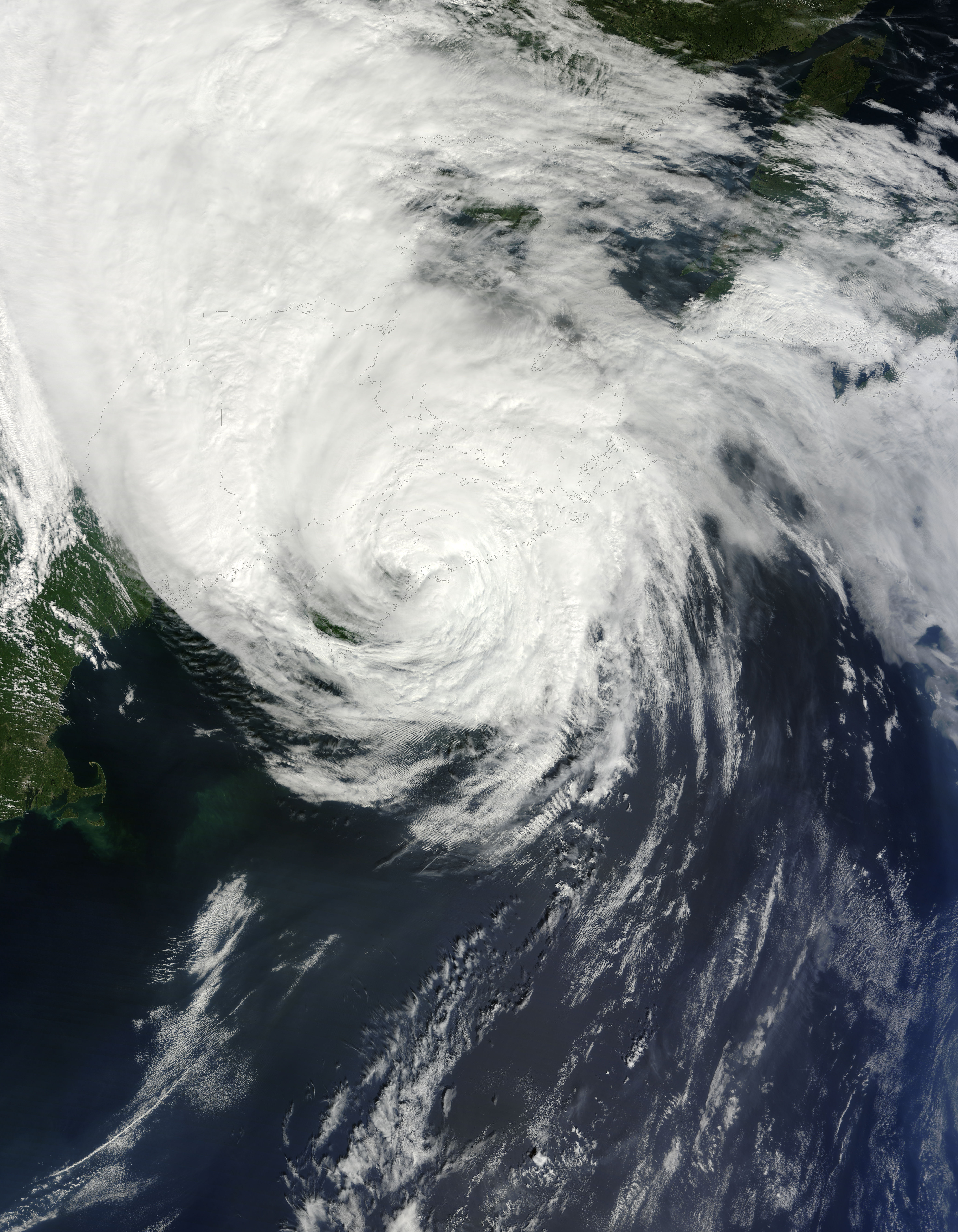
El huracán Earl poco después de tocar tierra en Nueva Escocia el 4 de septiembre

El huracán Earl tocó tierra en el condado de Queens, cerca de Western Head, Nueva Escocia, el 4 de septiembre alrededor de las 10:00 a. m. (1400 UTC), como una tormenta de categoría 1 con vientos sostenidos de 75 mph (121 km/h). Cerca de la costa, las boyas registraron vientos con fuerza cercana a la de un huracán y enormes olas de hasta 25 m (82 pies) de altura. En tierra firme, fuertes vientos y lluvias torrenciales afectaron gran parte del Atlántico canadiense; la precipitación alcanzó un máximo de 76 mm (3 pulgadas) en Edmundston, Nuevo Brunswick. En Quebec, las fuertes lluvias provocadas por la tormenta ascendieron a al menos 48 mm (1,9 pulgadas); sin embargo, los informes de un cazador de tormentas indican que podrían haber caído hasta 81 mm (3,2 pulgadas) en Passes-Dangereuses. Los vientos más fuertes en tierra alcanzaron los 135 km/h (84 mph) en Beaver Island. Los vientos sostenidos de al menos 63 km/h probablemente afectaron a toda Nueva Escocia, la Isla del Príncipe Eduardo, gran parte de Terranova y partes del este de Nuevo Brunswick, así como el extremo oriental de Quebec y Labrador.
En toda la región afectada, alrededor de 252.000 residencias, casi un millón de personas, se quedaron sin electricidad como consecuencia de Earl. Aproximadamente 104,000 viviendas se quedaron sin electricidad en el área metropolitana de Halifax. La ciudad sufrió uno de los peores impactos de la tormenta, con vientos casi huracanados alrededor de las 12:00 p. m. (hora local) del 4 de septiembre. Varias estructuras de la ciudad fueron impactadas por árboles caídos. En el punto álgido de la tormenta, las rutas 207, 331 y 333 de Nueva Escocia quedaron cerradas debido a inundaciones y cables eléctricos caídos. Numerosos árboles y cables eléctricos fueron derribados en toda Nueva Escocia, bloqueando carreteras y dañando viviendas. La única muerte de Earl en Canadá ocurrió cuando un hombre se ahogó mientras intentaba recuperar un bote que se había desprendido de sus amarres.
En toda la Isla del Príncipe Eduardo, los fuertes vientos dejaron sin electricidad a aproximadamente 9.000 hogares y negocios. La inundación de calles menores y la caída de árboles impidieron el tránsito en la zona. En Nuevo Brunswick, el paso de Earl causó pocos daños: algunos árboles fueron derribados, lo que ocasionó cortes de electricidad dispersos. En la zona de la bahía de San Jorge, en Terranova, numerosos residentes se quedaron sin electricidad debido a la caída de árboles y cables eléctricos. No se registraron heridos ni daños importantes en la isla y se esperaba que el suministro eléctrico se restableciera por completo para la tarde del 5 de septiembre. Los intensos vientos producidos por la tormenta derribaron numerosos árboles, algunos de más de 100 años, y dañaron viviendas.
A las pocas horas del paso de la tormenta por Nueva Escocia, cientos de cuadrillas de electricidad se desplegaron para restablecer el suministro eléctrico lo antes posible. Una vez que los vientos bajaron de los 105 km/h (65 mph), aproximadamente 400 cuadrillas comenzaron a reparar las líneas dañadas. Un liniero resultó herido tras un breve contacto con cables con corriente. Equipos adicionales de Nuevo Brunswick, compuestos por 18 camiones y 36 linieros, se desplegaron en las regiones más afectadas. Aproximadamente 90.000 viviendas en Nueva Escocia recuperaron el suministro eléctrico a las 22:00 de esa misma noche. Para la mañana del 5 de septiembre, unas 92.000 viviendas seguían sin electricidad en toda Nueva Escocia. No fue hasta el 7 de septiembre que todos los residentes afectados por la tormenta tuvieron el suministro eléctrico restablecido.